# Богданівка (Болградський район)
Богдані́вка — село Бородінської селищної громади, у Болградському районі Одеської області України. Населення становить 471 осіб. Село назване на честь видатного румунсько-молдавського письменника, мовознавця та фольклориста Богдана Петричейку Гашдеу.

## Історія
12 червня 2020 року, відповідно до Розпорядження Кабінету Міністрів України від № 724-р «Про визначення адміністративних центрів та затвердження територій територіальних громад Одеської області», увійшло до складу Бородінської селищної територіальної громади.
19 липня 2020 року, в результаті адміністративно-територіальної реформи і ліквідації Тарутинського району, село увійшло до складу новоутвореного Болградського району.

## Населення
Згідно з переписом УРСР 1989 року чисельність наявного населення села становила 462 особи, з яких 222 чоловіки та 240 жінок.
За переписом населення України 2001 року в селі мешкали 473 особи.

### Мова
Розподіл населення за рідною мовою за даними перепису 2001 року:
| Мова       | Відсоток |
| ---------- | -------- |
| болгарська | 85,35 %  |
| російська  | 7,01 %   |
| українська | 3,82 %   |
| молдовська | 3,18 %   |
| гагаузька  | 0,21 %   |
| інші       | 0,43 %   |